# دانشگاه نایروبی
دانشگاه نایروبی (به انگلیسی: University of Nairobi) نام بزرگترین و اصلی‌ترین دانشگاه در کشور کنیا است که در سال ۱۹۵۶ میلادی در شهر نایروبی تأسیس شد. دانشگاه نایروبی ۲۲٬۰۰۰ دانشجو را پذیراست.
دانشگاه نایروبی، دانشگاهی دولتی است و زبان درسی در این دانشگاه، زبان انگلیسی می‌باشد.